# Synagogue Haim Pinto
La synagogue Haim Pinto (en arabe : كنيس حاييم بينتو), est une synagogue dans le Mellah d'Essaouira, au Maroc. Elle était la maison et la synagogue du rabbin Haim Pinto . Bien qu'il n'y ait plus de communauté juive à Essaouira, le bâtiment est une synagogue active, utilisée lorsque des pèlerins ou des groupes de touristes juifs visitent la ville. La synagogue se trouve au deuxième étage d'un bâtiment de trois étages avec une cour intérieure, qui comprenait également la maison et le bureau du rabbin Pinto.

## Bâtiment
La synagogue se compose d'une seule grande pièce. Le bâtiment comprend deux sections pour femmes, une dans la cour et une au troisième étage, toutes les deux ayant des fenêtres donnant sur la salle de la synagogue.  Cette dernière a fait l'objet d'une rénovation, dissimulant le plafond et les chapiteaux des colonnes, et peignant le bois de l' arche de la Torah et de la bimah en bleu.